# Kék Koalíció
A Kék Koalíció egy bolgár választási szövetség volt, amely 2009-ben alakult meg. Részt vettek a 2009-es európai parlamenti választáson és a 2009-es parlamenti választáson, valamint a 2011-es bolgár elnökválasztáson. 
A koalíció tagjai az alábbi pártok voltak:
- Demokratikus Erők Szövetsége
- Demokraták az Erős Bulgáriáért
- Egyesült Földművesek
- Bolgár Szociáldemokrata Párt
- Bulgáriai Radikális Demokratikus Párt

## Választási eredmények
| év   | szavazatarány | mandátumszám | szavazatszám | státusz   |
| ---- | ------------- | ------------ | ------------ | --------- |
| 2009 | 6,76%         | 15           | 285 671      | ellenzék+ |

+ kívülről támogatják a kormányt
| év   | szavazatarány | mandátumszám | szavazatszám |
| ---- | ------------- | ------------ | ------------ |
| 2009 | 7,95%         | 1            | 204 817      |